# Rickard Axberg
Rickard Axberg, född 13 september 1977, är en svensk före detta fotbollsspelare som spelade för Östers IF, Hønefoss BK och Gefle IF.
Axberg kom från Tranås AIF till Östers IF 1997. Han gjorde ett mål i Allsvenskan 1998, mot Hammarby. Öster slutade sist i Allsvenskan 1998 och efter att han spelat en säsong till med klubben, i division 1 1999, flyttade Axberg till norska Hønefoss BK. I Hønefoss led Axberg periodvis av skadeproblem.
Efter säsongen 2002 flyttade Axberg tillsammans med Mikael Edvardsson till Gefle IF. Axberg spelade två säsonger i Superettan med Gefle. Efter säsongen 2004, då klubben kvalificerat sig för Allsvenskan, valde Gefle att inte förnya Axbergs kontrakt.